# Dokkin♢魔法つかいプリキュア!/CURE UP↑RA♡PA☆PA!〜ほほえみになる魔法〜
「Dokkin♢魔法つかいプリキュア！/CURE UP↑RA♡PA☆PA!〜ほほえみになる魔法〜」（ドッキン まほうつかいプリキュア！/キュアップ・ラパパ!〜ほほえみになるまほう〜）は、北川理恵/キュアミラクル（高橋李依）・キュアマジカル（堀江由衣）のシングル。2016年3月2日にマーベラスから発売。

## 概要
テレビアニメ『魔法つかいプリキュア!』の主題歌を収録したスプリット・シングル。オープニングテーマの「Dokkin♢魔法つかいプリキュア！」はシリーズ前作『Go!プリンセスプリキュア』でエンディングを担当した北川理恵が、エンディングテーマの「CURE UP↑RA♡PA☆PA!〜ほほえみになる魔法〜」はこの作品でプリキュア役を演じる高橋李依と堀江由衣が歌っている。なお、プリキュアシリーズのテレビアニメ作品で、プリキュア役の声優が主題歌を担当するのは今回が初となる。
前作同様DVD付属盤と通常盤の2種類が発売予定で、DVD付属盤にはオープニングとエンディングのノンテロップムービーが収録されている。エンディング「CURE UP↑RA♡PA☆PA!〜ほほえみになる魔法〜」の振り付けは原ななえが担当している。また、初回限定封入特典として、DVD付属盤にはデータカードダス、通常盤にはジャケットサイズ・ステッカーが同梱されている。CDジャケットには、いずれの盤にも2人のプリキュアと妖精のモフルンが描かれている。

## 収録曲

### CD
1. Dokkin♢魔法つかいプリキュア！ (3:10)
歌：北川理恵
作詞：森雪之丞、作曲：奥村愛子、編曲：宮崎誠
歌唱を担当した北川は「とにかくおちゃめな歌。ジェットコースターのような曲に、プリキュアたちが繰り広げる物語への想像が膨らんでくるようなキラキラした言葉や、セリフのような歌詞が合わさり、からだが動いてしまうような、テンションがあがる元気な曲」と曲の印象を語っており、レコーディングについては「頭も声も体も、すべてをフルスロットルで回し続けた感じ。奥村さんがその場でハモりを足していって音楽が進化している現場に立ち会っていることに興奮し、森先生に「声が笑ってる」と仰っていただいたのが本当に嬉しかった。歌を録っているあいだ、ずっと体が動きっぱなしのレコーディングだった」と感想を語っている[1]。
  - テレビアニメ『魔法つかいプリキュア!』前期オープニングテーマ
2. CURE UP↑RA♡PA☆PA!〜ほほえみになる魔法〜 (4:09)
歌：キュアミラクル（高橋李依）・キュアマジカル（堀江由衣）
作詞：六ツ見純代、作曲：多田彰文、編曲：中村博
歌唱を担当した高橋は「リズムがとっても楽しく、レコーディング中ずっとステップを踏みながら歌っていた。メロディーも歌詞もキャッチーでかわいらしいので、ついつい口ずさみたくなってしまう」、堀江は「とてもかわいらしい曲で、テレビを観て下さっている皆さんも一緒に歌ってくれたらうれしいなと思いながらレコーディングさせていただいた」とそれぞれ語っている[2]。
本曲のダンスは作中に出てくる「魔法のほうき」を使ったダンスとなっている[3]。また、コーラスはうちやえゆかが担当している[4]。
  - テレビアニメ『魔法つかいプリキュア!』前期エンディングテーマ
3. Dokkin♢魔法つかいプリキュア!（オリジナル・メロディー入り・カラオケ／オリジナル・カラオケ） (3:10)
CD+DVD盤はオリジナル・メロディー入り・カラオケ、通常盤はオリジナル・カラオケという仕様になっている。
4. CURE UP↑RA♡PA☆PA!〜ほほえみになる魔法〜（オリジナル・メロディー入り・カラオケ／オリジナル・カラオケ） (4:09)
CD+DVD盤はオリジナル・メロディー入り・カラオケ、通常盤はオリジナル・カラオケという仕様になっている。

### DVD（CD+DVD盤のみ同梱）
1. オープニング「Dokkin♢魔法つかいプリキュア！」ノンテロップ映像
2. エンディング「CURE UP↑RA♡PA☆PA!〜ほほえみになる魔法〜」ノンテロップ映像